# Distrito de Altmark-Salzwedel
El distrito de Altmark-Salzwedel (en alemán: Altmarkkreis Salzwedel) es un Landkreis (distrito) ubicado al noroeste del estado federal de Sajonia-Anhalt (Alemania). Los distritos vecinos al norte son el distrito del estado de Baja Sajonia Lüchow-Dannenberg, al este el distrito de Stendal, al sur el distrito de Ohre, al oeste el distrito de Gifhorn de Baja Sajonia y al noroeste el distrito de Uelzen. La capital del distrito recae sobre la ciudad de Salzwedel.

## Composición del distrito
(Habitantes a 30 de junio de 2006)
Ciudades
- 1. Salzwedel, Stadt * (21.054)

Municipios

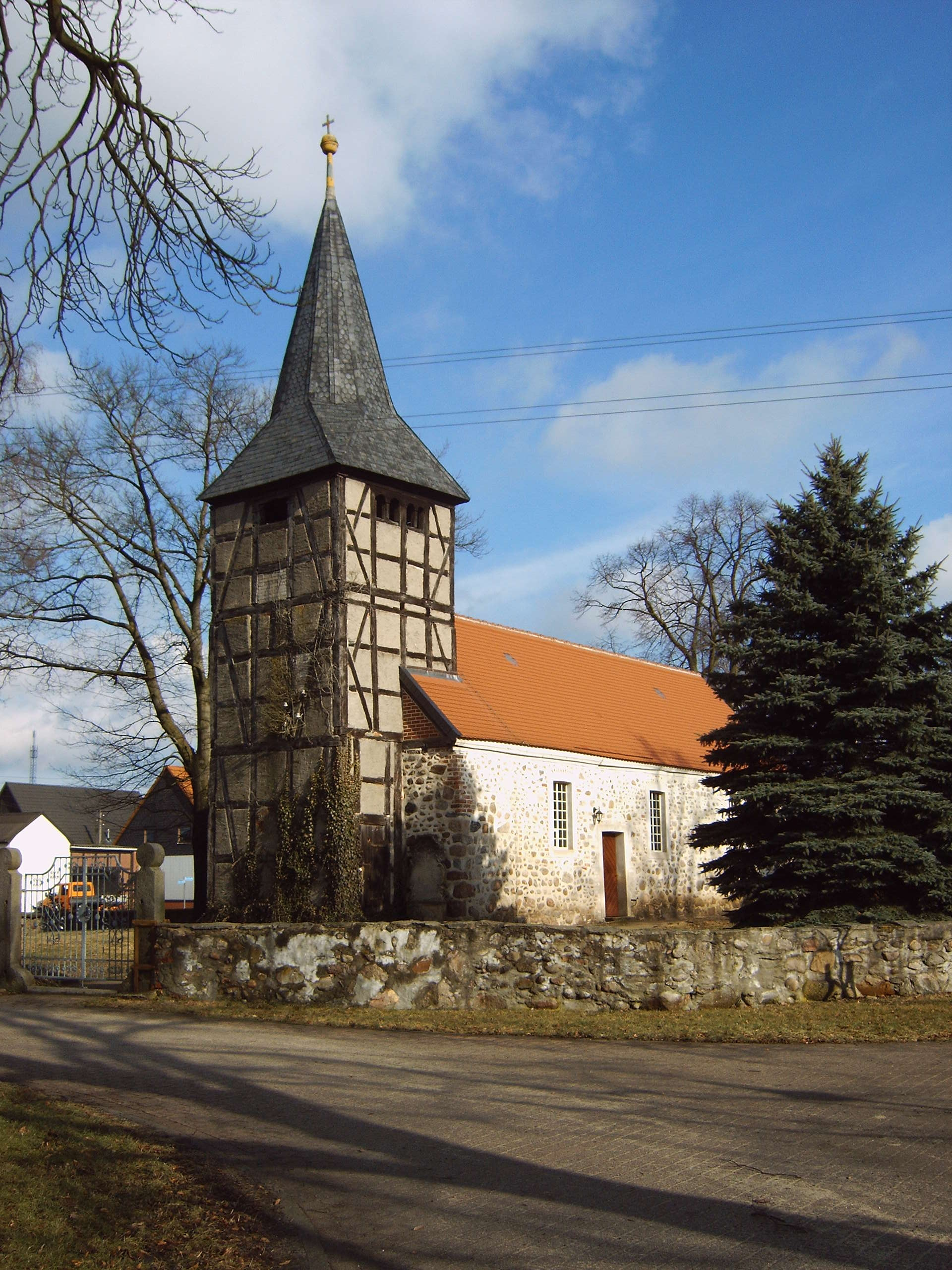
Iglesia en Breitenfeld.

- 1. Verwaltungsgemeinschaft Arendsee-Kalbe

1. Altmersleben (289)
2. Arendsee (Altmark), Stadt * (2.882)
3. Brunau (620)
4. Engersen (556)
5. Güssefeld (184)
6. Höwisch (143)
7. Jeetze (406)
8. Kahrstedt (279)
9. Kakerbeck (907)
10. Kalbe (Milde), Stadt (2.813)
11. Kläden (223)
12. Kleinau (605)
13. Leppin (404)
14. Neuendorf am Damm (248)
15. Neulingen (84)
16. Packebusch (398)
17. Sanne-Kerkuhn (314)
18. Schrampe (302)
19. Thielbeer (175)
20. Vienau (405)
21. Wernstedt (223)
22. Winkelstedt (322)
23. Ziemendorf (210)

- 2. Verwaltungsgemeinschaft Beetzendorf-Diesdorf

1. Ahlum (487)
2. Apenburg, Flecken (898)
3. Bandau (503)
4. Beetzendorf * (1.977)
5. Bierstedt (165)
6. Bonese (281)
7. Bornsen (355)
8. Dähre (921)
9. Diesdorf, Flecken (2.106)
10. Ellenberg (424)
11. Gieseritz (155)
12. Hanum (191)
13. Hohentramm (247)
14. Jeeben (266)
15. Jübar (674)
16. Lagendorf (490)
17. Langenapel (259)
18. Lüdelsen (283)
19. Mehmke (301)
20. Mellin (205)
21. Nettgau (351)
22. Neuekrug (197)
23. Rohrberg (596)
24. Tangeln (393)
25. Winterfeld (605)

- 3. Verwaltungsgemeinschaft Gardelegen Stadt

1. Berge (722)
2. Gardelegen, Stadt * (11.635)
3. Hemstedt (294)
4. Kloster Neuendorf (507)

- 4. Verwaltungsgemeinschaft Klötze

1. Dönitz (142)
2. Immekath (620)
3. Jahrstedt (813)
4. Klötze, Stadt * (5.304)
5. Kunrau (916)
6. Kusey (1.114)
7. Neuendorf (588)
8. Neuferchau (410)
9. Ristedt (259)
10. Schwiesau (384)
11. Steimke (427)
12. Wenze (589)

- 5. Verwaltungsgemeinschaft Salzwedel-Land
[Sitz: Salzwedel]

1. Altensalzwedel (381)
2. Badel (468)
3. Benkendorf (196)
4. Binde (362)
5. Chüden (477)
6. Fleetmark (806)
7. Henningen (703)
8. Jeggeleben (397)
9. Kaulitz (207)
10. Kerkau (231)
11. Klein Gartz (177)
12. Kuhfelde (531)
13. Liesten (314)
14. Mechau (262)
15. Osterwohle (507)
16. Pretzier (1.282)
17. Püggen (47)
18. Rademin (234)
19. Riebau (306)
20. Seebenau (657)
21. Siedenlangenbeck (474)
22. Steinitz (456)
23. Tylsen (133)
24. Valfitz (151)
25. Vissum (255)
26. Wallstawe (476)
27. Wieblitz-Eversdorf (292)
28. Zethlingen (339)

- 6. Verwaltungsgemeinschaft Südliche Altmark
[Sitz: Gardelegen]

1. Algenstedt (219)
2. Breitenfeld (164)
3. Dannefeld (400)
4. Estedt (411)
5. Hottendorf (292)
6. Jävenitz (1.212)
7. Jeggau (231)
8. Jerchel (315)
9. Jeseritz (283)
10. Kassieck (204)
11. Köckte (450)
12. Letzlingen (1.572)
13. Lindstedt (595)
14. Mieste (2.307)
15. Miesterhorst (700)
16. Peckfitz (172)
17. Potzehne (271)
18. Roxförde (227)
19. Sachau (157)
20. Schenkenhorst (183)
21. Seethen (168)
22. Sichau (252)
23. Solpke (594)
24. Wannefeld (288)
25. Wiepke (229)
26. Zichtau (276)